# Кокс, Джеймс Миддлтон
Джеймс Миддлтон Кокс (англ. James Middleton Cox, 31 марта 1870 — 15 июля 1957) — американский политический и государственный деятель; 46-й и 48-й губернатор штата Огайо, кандидат в президенты США на выборах 1920 года.

## Биография
Кокс родился в 1870 году в посёлке Джексонбург, штат Огайо. В разные годы он работал школьным учителем, корреспондентом, редактором газет, а также помощником конгрессмена Поля Сорга. В период с 1909 по 1913 год Кокс был членом Палаты представителей США от штата Огайо. C 1913 по 1915 год он занимал должность губернатора Огайо. Хотя на губернаторских выборах 1914 года Кокс потерпел поражение, в 1916 году он вновь баллотировался в губернаторы штата и одержал победу. Второй срок его губернаторских полномочий охватил период с 1917 по 1921 год.
Имея репутацию умелого реформатора, он был выдвинут кандидатом в президенты от демократов на выборах 1920 года. Однако победу на выборах одержал республиканец Уоррен Гардинг, получивший 60,3 % голосов. За Кокса проголосовали лишь 34,1 % избирателей и 127 выборщиков (против 404 у Гардинга).
В 1921 году Кокс оставил большую политику и вскоре возглавил крупную медийную компанию Cox Enterprises, а также стал владельцем нескольких радиостанций. В 1933 году он выступил вице-председателем американской делегации на Лондонской экономической конференции.
Скончался Кокс в 1957 году у себя дома в Кеттеринге в возрасте 87 лет.